# Big Joe Williams
Joseph Lee Williams, detto Big Joe (Crawford, 16 ottobre 1903 – Macon, 17 dicembre 1982), è stato un chitarrista e cantante statunitense.
Famoso per la sua chitarra a nove corde, ha inciso pezzi come Baby, Please Don't Go, Peach Orchard Mama e Crawlin' King Snake per varie etichette discografiche. Williams è stato introdotto nella Blues Hall of Fame il 4 ottobre 1992.

## Biografia
Suonava una vecchia Gibson da lui modificata a nove corde

## Discografia
- 1958 - Piney Woods Blues
- 1960 - Tough Times
- 1961 - Blues on Highway 49
- 1961 - Nine String Guitar Blues
- 1962 - Mississippi's Big Joe Williams and His Nine-String Guitar
- 1963 - Blues for Nine Strings
- 1964 - Back to the Country
- 1964 - Ramblin' and Wanderin' Blues
- 1964 - Classic Delta Blues
- 1966 - Studio Blues
- 1966 - Big Joe Williams
- 1969 - Thinking of What They Did to Me
- 1969 - Hand Me Down My Old Walking Stick
- 1972 - Big Joe Williams
- 1972 - Blues From the Mississippi Delta
- 1974 - Don't Your Plums Look Mellow Hanging on Your Tree
- 1975 - Early Recordings 1935-1941